# Missicab (La Pita)
Missicab (La Pita) es un ejido del municipio de Balancán ubicado en la subregión de los Ríos del estado mexicano de Tabasco.

## Geografía
La localidad se ubica a 17.0 kilómetros (en dirección este) de la localidad de Balancán de Domínguez, la cabecera y lugar más poblado del municipio. Se sitúa en las coordenadas geográficas 17°49′59″N 91°22′44″O / 17.833056, -91.378889, a una elevación de 38 metros sobre el nivel del mar.

## Demografía
Según el Conteo de Población y Vivienda 2020, efectuado por el Instituto Nacional de Estadística y Geografía, la localidad de Missicab (La Pita) tiene 859 habitantes, de los cuales 427 son del sexo masculino y 432 del sexo femenino. Su tasa de fecundidad es de 2.56 hijos por mujer y tiene 263 viviendas particulares habitadas.
| Gráfica de evolución demográfica de Missicab (La Pita) entre 1960 y 2020 |
|                                                                          |
| INEGI.                                                                   |